# Žižavica
Žižavica (em cirílico: Жижавица) é uma vila da Sérvia localizada no município de Leskovac, pertencente ao distrito de Jablanica, na região de Jablanica. A sua população era de 169 habitantes segundo o censo de 2002.

## Demografia
| 1948 | 1953 | 1961 | 1971 | 1981 | 1991 | 2002 | 2011 |
| ---- | ---- | ---- | ---- | ---- | ---- | ---- | ---- |
| 131  | 149  | 124  | 151  | 154  | 163  | 189  | 169  |